# 밀라노 9구
밀라노 9구역은 2016년부터 공식적으로 밀라노 9구(이탈리아어: Zona 9 di Milano, Municipio 9 di Milano)로 지정되었으며 이탈리아 밀라노의 9개 행정 구역 중 하나이다.

## 같이 보기
- 니구아르다
- 밀라노의 행정 구역
- 카 그란다
- 밀라노 3구
- 밀라노 7구